# Виробництво кави в Перу

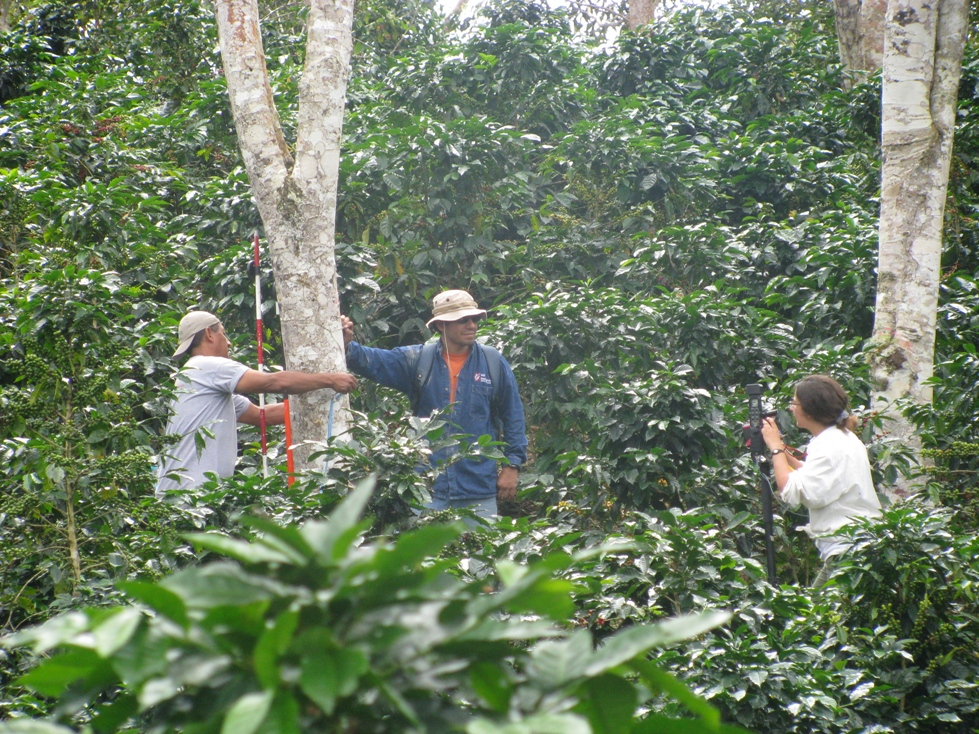
Моніторинг вуглецю на кавовій плантації в Перу.

Станом на 2014 рік Перу входить до 20 найкращих світових виробників кави. Посідає п'яте місце в експорті арабіки.

## Історія

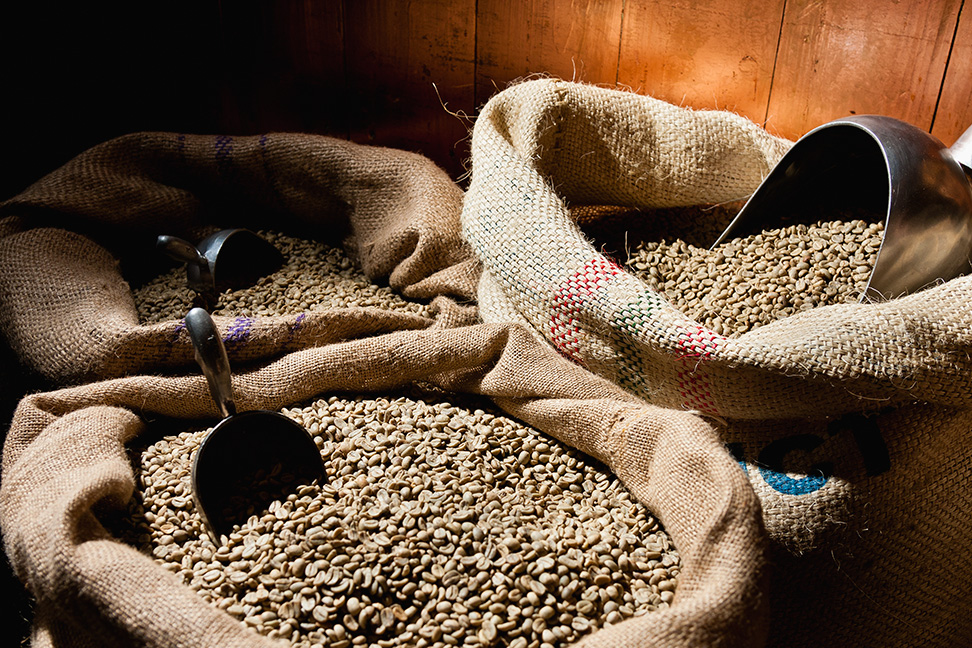
Кава в зернах Terra Nera.

У 1895 році в журналі Товариства мистецтв зазначено, що Перу протягом багатьох років було відоме як країна-виробник кави. Але кава, вирощена на узбережжі, використовувалася переважно для внутрішнього споживання, і лише пізніше стала експортуватися. Кава культивується на півдні, в районах Сандія і Карабайя, а також в центрі Перу в долинах Чанчамаю, Вілок і Уануко. Виробництву в районі Чанчамайо сприяло завершенню Перуанською корпорацією будівництва Центральної залізниці (або залізниці Оройя ). Долина Чанчамаю, площею приблизно в 16 км, перебувала в руках власників приватних плантацій, а долини Перене, Паукартамбо та Ріо-Колорадо пізніше були з’єднані залізницею. Перший експорт кави до Німеччини та Англії розпочався лише в 1887 році.
У 1970-х роках біля портів розташовувалися великі сухі фабрики, транспортна мережа вздовж Тихого океану вважалася ідеальною, моделлю, де важлива кількість виробництва, а не якість. Останнім часом ця модель змінилася, коли Міністерство сільського господарства запровадило сучасні методи, для заохочення фермерських організацій, такі як CENFROCAFE у Хаєні — гірському районі Анд.

## Кавовий кооператив
CENFROCAFE — це кооператив, який об’єднує понад 80 фермерських асоціацій, а також шість асоціацій сухої обробки. Згідно з цією практикою, продукція продається відділом фінансів, маркетингу та продажів у Хаєні з прямим доступом до міжнародних експортних ринків, що приносить користь кільком сотням виробників кави в регіоні. Уся така кава походить із території, розташованої на висоті понад 1 000 метрів над рівнем моря. Організація CENFROCAFE полегшила доступ великої кількості фермерських сімей до міжнародних ринків. Кава, що продається через CENFROCAFE, приблизно на 92% є органічною, що призвело до покращення якості та підвищення попиту на перуанську каву на міжнародному ринку за конкурентними цінами. Переробка кави в Перу відбувається переважно шляхом мокрого помелу на території плантацій. Завдяки цьому процесу вміст вологи в кавових зернах знижується приблизно до 20%, а потім воно транспортується до сухих млинів. Однак ця децентралізована система є несприятливою для районів вирощування кави на півночі Перу, оскільки призвела до невідповідності якості, зокрема сприяє гниттю та росту грибка.

## Виробництво
На східних схилах Анд розташовані три відомі райони вирощування кави — Чанчамайо, регіони Амазонас і Сан-Мартін і південні високогір'я. Сент-Ігнасіо, поблизу кордону з Еквадором, є централізованим районом кавових плантацій на півночі Перу. Арабіка є домінуючою культурою кави, 70% якої припадає на типіку, 20% — на катурру, а решта припадає на інші сорти. Близько 75% площі вирощування кави розташовані на висоті від 1 000 до 1 800 метрів над рівнем моря, а посадка в затінених місцях становить 2 000 рослин на гектар. Фермерством займаються переважно дрібні фермери, а каву збирають вручну. Органічну каву вирощують на площі 90 000 гектарів.
Виробництво кави в 1893 році становило близько 1 500 тонн. Згідно зі статистичними даними ФАО за 2013 рік, виробництво кави становило 256 241 тонну з площі 399 523 гектара з урожайністю 6 414 гектограмів на гектар.
Кава, яка виробляється в країні, в основному експортується. Протягом 2012 року 264 343 тонни експортовано до США, Німеччини, Бельгії, Колумбії, Швеції та інших країн, тоді як внутрішнє споживання було обмежено приблизно на 10%. Протягом 2014 року хвороба кавової іржі ( Hemileia vastatris ) вразила 130 000 гектарів у центральних високогір’ях країни, спричинивши зниження виробництва на 6% порівняно з показником 2013 року; порівняно з найвищим виробництвом у 30 900 тонн, недобір становив 15%.

## Споживання кави
Незважаючи на те, що Перу є одним із найбільших виробників кави в світі, і понад 200 000 людей залежать від її виробництва, споживання кави в Перу є досить низьким і на душу населення оцінюється лише близько 600-800 грамів на рік.

## Дивись також
- Список країн за виробництвом кави